# Words (Alesso)
Words is een nummer van de Zweedse dj Alesso uit 2022, ingezongen door de Zweedse zangeres Zara Larsson.
Alesso en Larsson kenden elkaar al jaren, maar tot dan toe was het nooit tot een samenwerking gekomen. In "Words" zingt Larsson dat ze te snel verliefd is geworden op een jongen. Ze is geneigd haar gevoelens aan de jongen te vertellen, maar tegelijkertijd ook bang dat ze hem daarmee afschrikt. Het nummer werd een grote hit in Zweden, het thuisland van zowel Alesso als Larsson. Daar bereikte het de 5e positie. In de Nederlandse Top 40 was de plaat nog succesvoller met een 2e positie, terwijl het in de Vlaamse Ultratop 50 tot een bescheiden 11e positie kwam.